# روسكو س. مارتن
روسكو س. مارتن (بالإنجليزية: Roscoe C. Martin)‏ هو عالم سياسة أمريكي، ولد في 18 نوفمبر 1903 في سيلسبي في الولايات المتحدة، وتوفي في 12 مايو 1972 في سيراكيوز في الولايات المتحدة.